# Bastián Malla
Bastián Alejandro Malla Aravena (Antofagasta, 22 de septiembre de 1996) es un tenista chileno.
Fue campeón de la Copa Mundial de Tenis Juvenil 2010 (sub-14), junto con Christian Garin y Sebastián Santibáñez. Alcanzó el puesto 362.° del ranking ATP en diciembre de 2015.
Entre sus mejores victorias se encuentran las obtenidas ante Nicolás Jarry en 2016, y ante Daniel Gimeno, y Guido Andreozzi (78.º) en 2018.

## Títulos enFutures(13; 12+1)

### Individuales (12)
| N.º | Fecha                    | Torneo            | Superficie    | Oponente en la final  | Resultado     |
| --- | ------------------------ | ----------------- | ------------- | --------------------- | ------------- |
| 1.  | 20 de diciembre de 2014  | Villa Alemana     | Tierra batida | Tomás Lipovsek Puches | 4–6, 6–1, 6–2 |
| 2.  | 5 de septiembre de 2015  | Bytom             | Tierra batida | Pawel Cias            | 6–4, 6–3      |
| 3.  | 4 de octubre de 2015     | Cherkasy          | Tierra batida | Stijn Meulemans       | 6–0, 6–1      |
| 4.  | 28 de noviembre de 2015  | Lima              | Tierra batida | Andrea Collarini      | 6–4, 2–6, 6–3 |
| 5.  | 17 de abril de 2016      | Reus              | Tierra batida | Jordi Samper          | 6–2, 6–3      |
| 6.  | 19 de mayo de 2018       | Casale Monferrato | Tierra batida | E. Dalle Valle        | 4–6, 6–4, 6–4 |
| 7.  | 7 de octubre de 2018     | Lima              | Tierra batida | Gonzalo Villanueva    | 7–6(1), 6–4   |
| 8.  | 14 de octubre de 2018    | Lima              | Tierra batida | Tomás Etcheverry      | 6–3, 6–1      |
| 9.  | 20 de octubre de 2019    | São Paulo         | Tierra batida | Rafael Matos          | 6–3, 6–2      |
| 10. | 2 de mayo de 2021        | El Cairo          | Tierra batida | Jack Pinnington       | 4–6, 6–1, 6–2 |
| 11. | 12 de septiembre de 2021 | Ulcinj            | Tierra batida | Mariano Navone        | 6–2, 6–2      |
| 12. | 14 de noviembre de 2021  | Antalya           | Tierra batida | Cezar Crețu           | 6–0, 6–1      |

### Dobles (1)
| N.º | Fecha                    | Torneo       | Superficie  | Pareja                 | Oponentes en la final                 | Resultado        |
| --- | ------------------------ | ------------ | ----------- | ---------------------- | ------------------------------------- | ---------------- |
| 1.  | 22 de septiembre de 2019 | Buenos Aires | Arcilla (i) | Matías Franco Descotte | Federico Zeballos Maximiliano Estévez | 3–6, 6–4, [10–7] |

## Ranking ATP al finalizar cada temporada
| Año                     | 2012 | 2013 | 2014 | 2015 | 2016 | 2017 | 2018 | 2019 |
| Ranking en individuales | 1516 | 810  | 715  | 403  | 438  | 652  | 472  | 524  |